# Zoltán Kovács (pictor)
Zoltan Kovacs (n. 1913, Cluj – d. 1999) a fost un pictor român.
Și-a început viața profesională ca învățător, timp în care a început să picteze, ca autodidact. Și-a aprofundat cunoștințele de pictură în cadrul Academiei de artă de la Budapesta (1942-1944) pentru a se dedica unui destin de artist.
Prima sa expoziție personală a fost deschisă la Cluj, în 1943.
În 1950 s-a stabilit definitiv la Cluj, profesând timp de un deceniu în cadrul catedrei de pictură de la Institutul „Ion Andreescu".

## Distincții
- titlul de Artist emerit al Republicii Populare Romîne (15 mai 1957) „pentru merite deosebite în activitatea artistică, pedagogică, precum și în munca din alte domenii ale culturii”[2]
- titlul de Maestru Emerit al Artei din Republica Populară Romînă (13 ianuarie 1964) „pentru merite deosebite în activitatea desfășurată in domeniul teatrului, muzicii și artelor plastice”[3]
- Ordinul „Meritul Cultural” clasa I (1968) „pentru activitate deosebită în domeniul artelor plastice”[4]
- Ordinul Muncii clasa I (11 octombrie 1973) „pentru activitate îndelungată și merite deosebite în domeniul artelor plastice [...], cu prilejul împlinirii vîrstei de 60 de ani”[5]